# 運輸安全マネジメント
運輸安全マネジメント（うんゆあんぜんマネジメント）とは、運輸事業者の経営トップから現場までが安全管理体制を構築・改善することにより輸送の安全性を向上させることを目的とした制度の事である。

## 概要
本制度は2005年（平成17年）、ヒューマンエラーに起因すると考えられる事故やトラブルが連続して発生したことから、運輸事業者の安全管理体制について国が監視する体制を構築し、国と事業者が共に運輸事業の安全を高めることを目的として、翌2006年（平成18年）10月に導入された。
事業者は自主的に輸送安全の取り組みを推進し、構築した安全管理体制をPDCAサイクルで継続的に改善し、安全の向上を図る。国土交通省は事業者の安全管理体制の実施状況を確認する運輸安全マネジメント評価を行う事とされている。

## 運輸安全マネジメント評価
運輸安全マネジメント評価は、国土交通省又は第三者認定機関の評価担当官が、「安全管理規定に係るガイドライン」に沿って経営トップや安全統括管理者、運輸部長等の経営管理部門の人にインタビューを行い、それに関連する資料を確認することにより実施される。
そして事業者が構築した安全管理体制の更なる向上に資するため、創意工夫がなされている事項、熱心に取り組んでいる事項、優れている事項等について評価を行うとともに、継続的に取り組む必要があると思われる事項、工夫の余地のある事項、更に推進すると効果が向上すると思われる事項等について助言を行う。
行政が事業者を指導、監督するという立場ではなく、行政と事業者が一体となって、運輸の安全性を向上させるための方策を共に進めていく制度の為、保安監査とは性質が異なっている。
2017年（平成29年）4月、貸切バス事業者に対する事業許可について５年ごとの更新制が導入されたが、2022年4月1日以降、過去5年以内に行政処分（文書警告を除く）を受けた貸切バス事業者は、更新許可申請時までの間にに、第三者機関による運輸安全マネジメント評価を受けることが義務となった。